# 格雷鎮區 (阿肯色州懷特縣)
格雷鎮區（英語：Gray Township）是位於美國阿肯色州懷特縣的一個行政鎮區。

## 地方資料
格雷鎮區的面積為111.23平方千米，當中陸地面積為110.67平方千米，而水域面積為0.56平方千米。根據2010年美國人口普查的數據，當地共有人口25009人，而人口密度為每平方千米224.84人。